# 396
Cette page concerne l'année 396  du calendrier julien. Pour l'année 396 av. J.-C., voir 396 av. J.-C. Pour le nombre 396, voir 396 (nombre).
L'année 396 est une année bissextile qui commence un mardi.

## Événements
- Printemps : en Gaule, Stilicon inspecte les défenses de la frontière du Rhin, renouant les traités avec les Francs et les Alamans[1].
- 1er octobre : concile de Nîmes contre le schisme « félicien » (ou en 394)[2].

- Les fédérés Wisigoths d’Alaric Ier envahissent la Grèce, franchisent les Thermopyles sans résistance du proconsul Antiochus, ravagent la Béotie excepté la ville fortifiée de Thèbes puis l'Attique. Alaric épargne Athènes, apparemment contre rançon, mais saccage Éleusis et les mystères éleusiniens sont supprimés[3]. Il passe l'isthme de Corinthe et ravage le Péloponnèse : Corinthe, Argos, et la vallée de l'Eurotas, dont Sparte, sont mises à sac, puis Mycènes et Olympie ; seule la petite ville arcadienne de Tégée résiste[4].
- Conversion au christianisme de Fritigil, reine des Marcomans. Elle signe un traité de paix avec Honorius, sous l'influence d'Ambroise de Milan[5].
- Édit sur la fixité des curiales dans l'empire romain[6].

- Le ministre d'Arcadius Eutrope fait exiler son ancien protecteur, le général Abundantius. Il accuse injustement le magister peditum Timasius de trahison sur la foi de fausses lettres écrites par son confident Bargus. Après un procès douteux instruit par Saturninus, Timasius est exilé en Libye et ses biens sont confisqués. Son accusateur Bargus sera exécuté peu après par Eutrope[3].

## Naissances en 396
- Marcien, empereur byzantin (ou en 392).

## Décès
- Le philosophe et peintre Hilarios de Bithynie et ses serviteurs sont massacrés près de Corinthe par les Wisigoths[7].